# Bożena Książek
Bożena Książek, zamężna Olech (ur. 6 stycznia 1963 w Węgorzewie) – polska kajakarka, olimpijka z Seulu 1988.
W trakcie kariery sportowej reprezentowała klub Vęgoria Węgorzewo (lata 1979-1988).
Na igrzyskach w Seulu wystartowała w konkurencji K-2 na dystansie 500 metrów (partnerką była Jolanta Łukaszewicz) zajmując 9. miejsce, oraz w konkurencji K-4 (partnerkami były: Jolanta Łukaszewicz, Elżbieta Urbańczyk, Katarzyna Weiss) na dystansie 500 metrów. Polska osada zajęła 8. miejsce.